# Пантограф (прибор)

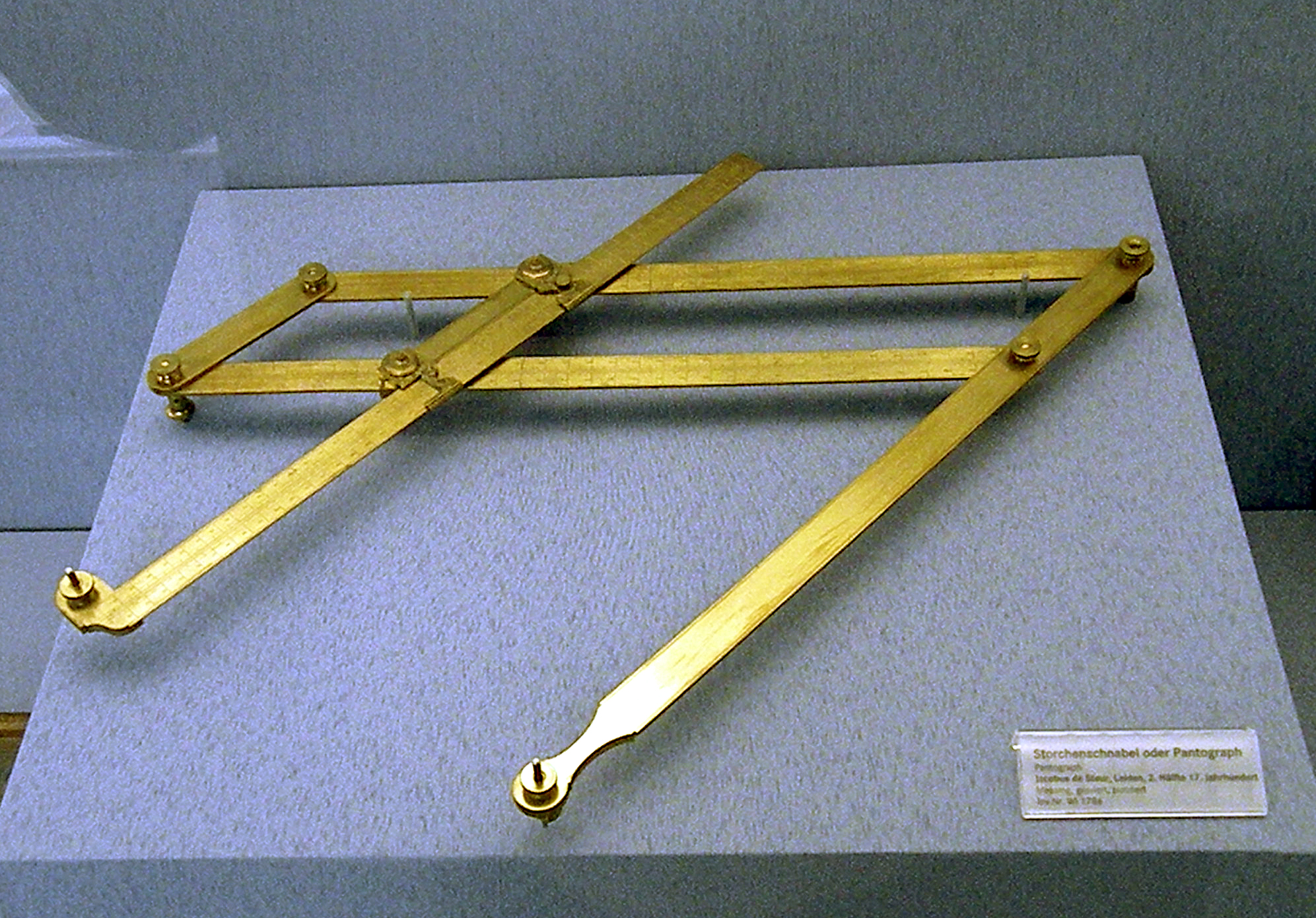
Пантограф

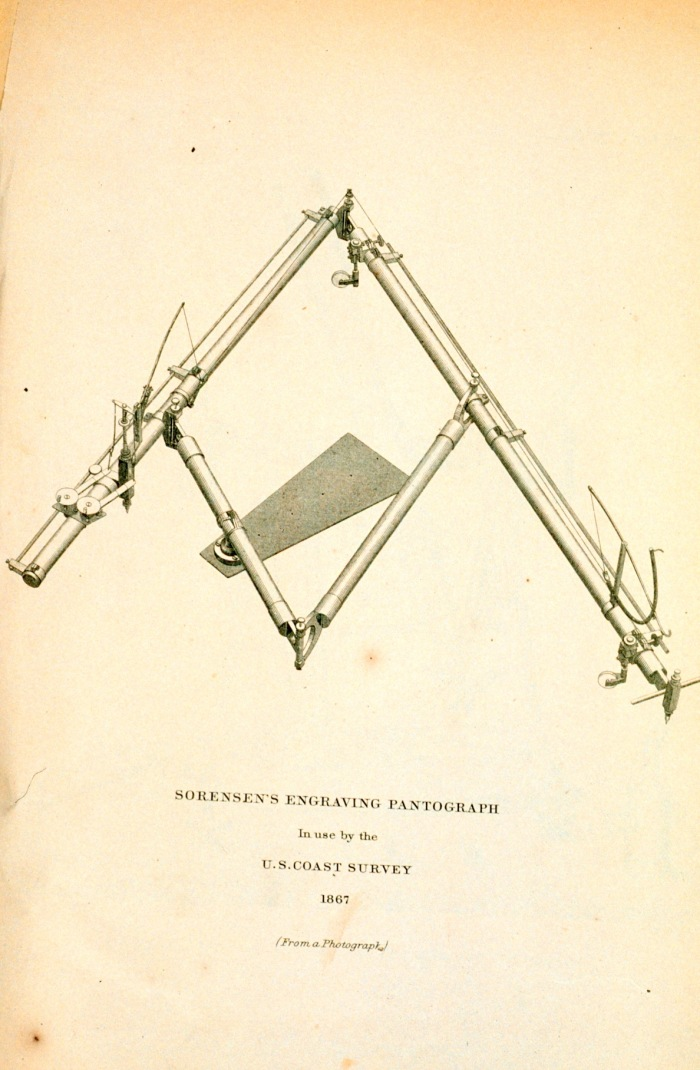
Один из вариантов пантографа

Панто́граф (из др.-греч. πᾶν (παντός) «всё, всякий» + γράφω «пишу, рисую, описываю») — прибор, служащий для перечерчивания планов, карт и т. п. в другом, обычно более мелком масштабе.
Первый пантограф сконструирован в 1603 году учёным-иезуитом Кристофом Шейнером. Описания пантографа часто приводятся как иллюстрация при изучении подобных фигур в учебниках по геометрии.

## Устройство

Схема устройства чертёжного пантографа

Пантограф состоит из четырёх планок (см. рисунок), шарнирно соединённых между собой в сочленениях V1, V2, V3 и B. S — точка, вокруг которой вращается весь пантограф, она располагается возле шаблона при увеличении масштаба или возле создаваемого изображения при уменьшении масштаба. При перемещении и вращении, например, точки Z относительно точки S точка В остаётся на одной прямой с точками S и Z. Свойство пантографа пропорционально уменьшать или увеличивать фигуры основано на подобии треугольников {\displaystyle SV1B,\ BV2Z,\ SV3Z}, откуда следует:
{\displaystyle {\frac {\overline {SV1}}{\overline {SV3}}}={\frac {\overline {SB}}{\overline {SZ}}},}
При этом коэффициент увеличения (или уменьшения) будет равен:
{\displaystyle {\frac {\overline {SZ}}{\overline {SB}}}}{\displaystyle ~\left({\frac {\overline {SB}}{\overline {SZ}}}\right).}
На приведённом в виде примера рисунке этот коэффициент примерно 3 (или 1/3).
Пантографы изготовляют различных размеров и разных конструкций (подвесные, на колёсиках и др.).

## Модификации
Идограф (iedograph) — усовершенствованный пантограф, изобретённый в 1821 году Уоллесом для масштабирования рисунков.

## Другие использования прибора
Пантограф студийный представляет собой механическую гарнитуру, составленную из звеньев в форме параллелограмма и предназначенную для фиксации в пространстве какого-либо прибора, например, микрофона или прожектора для съёмки.

Также устройство пантографа может использоваться для креплений зеркал, вешалок, элементов швейной машины и т. д.

## Примеры в кинематографе
Гигантский пантограф используется в фильме Генри С. Миллера «Анаморф» для написания картины человеческой кровью.

## Изображения

Зеркало на удлинителе
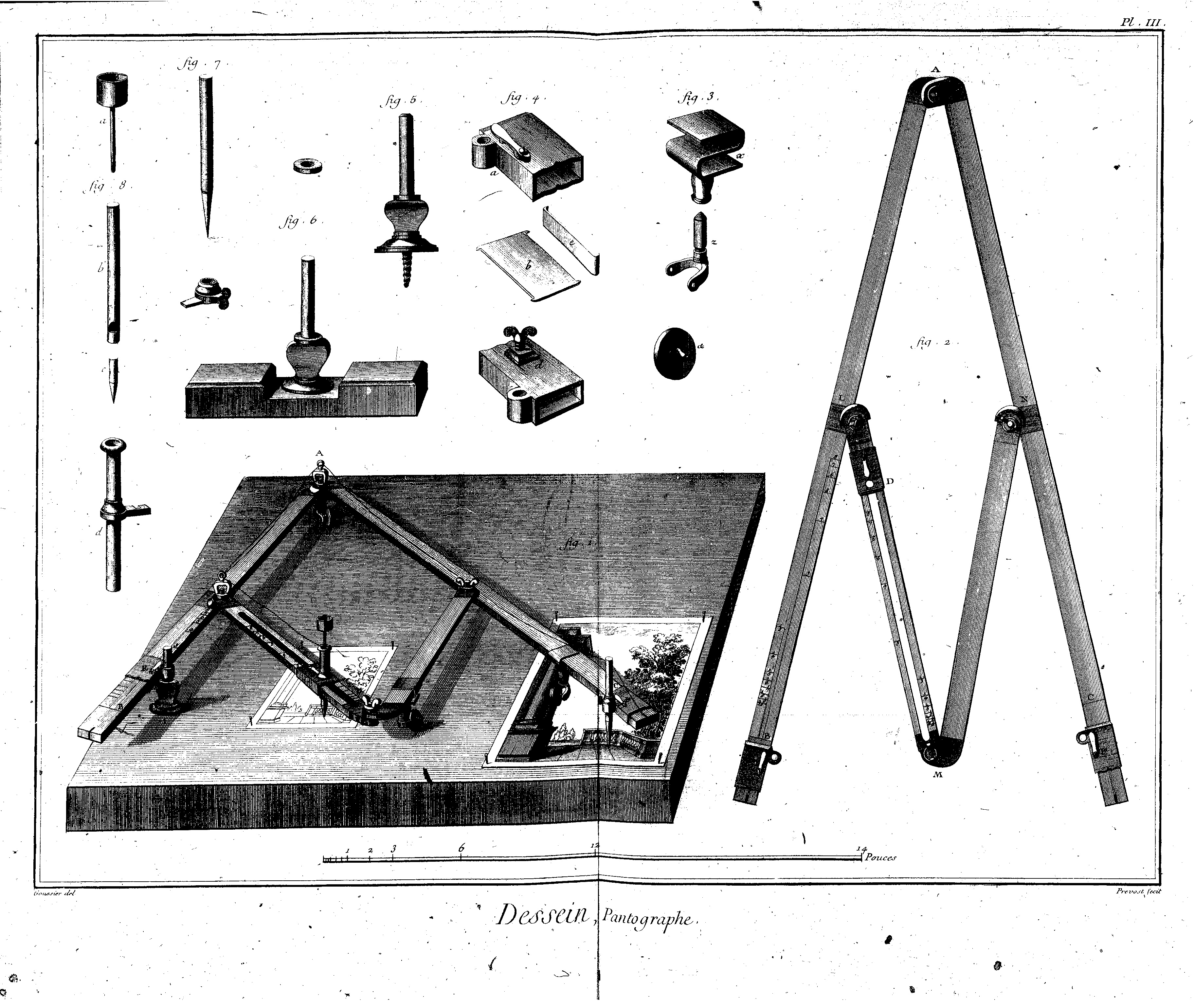
Encyclopedie volume 2b-215
Чертёжный вариант пантографа